# Saule à trois étamines
Salix triandra
Espèce
Classification APG III (2009)
Le Saule à trois étamines (Salix triandra) est une espèce de plantes à fleurs de la famille des Salicaceae. C'est un saule de grande taille, à floraison continue de mars à octobre.
Autres noms communs : Osier brun, Saule-amandier et Noir de Villaines.

## Description

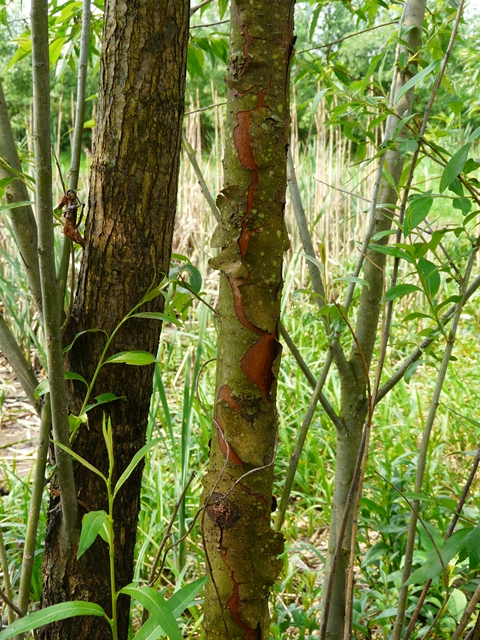
Écorce.
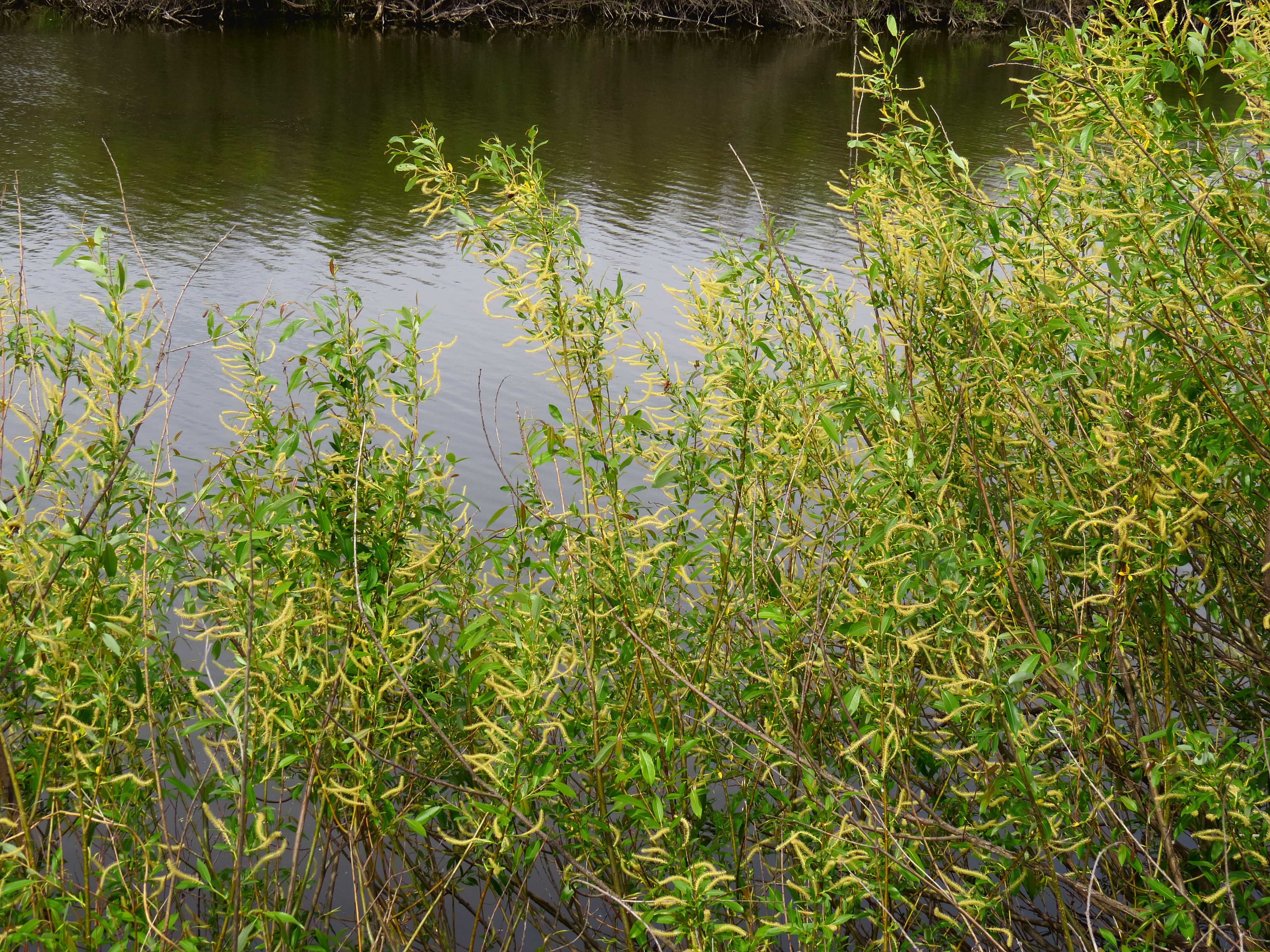
Habitat en Ukraine.
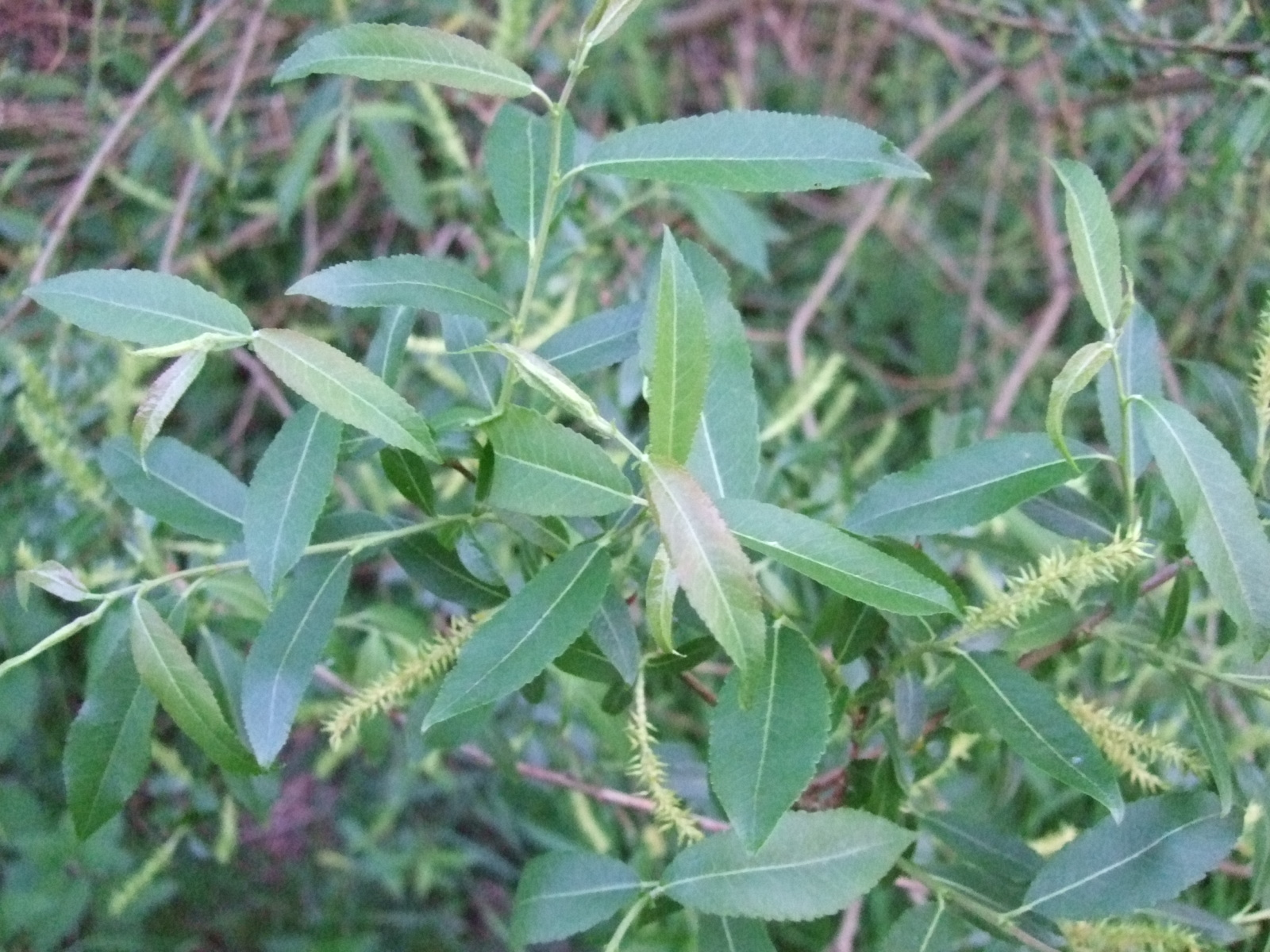
Feuilles et fruits.
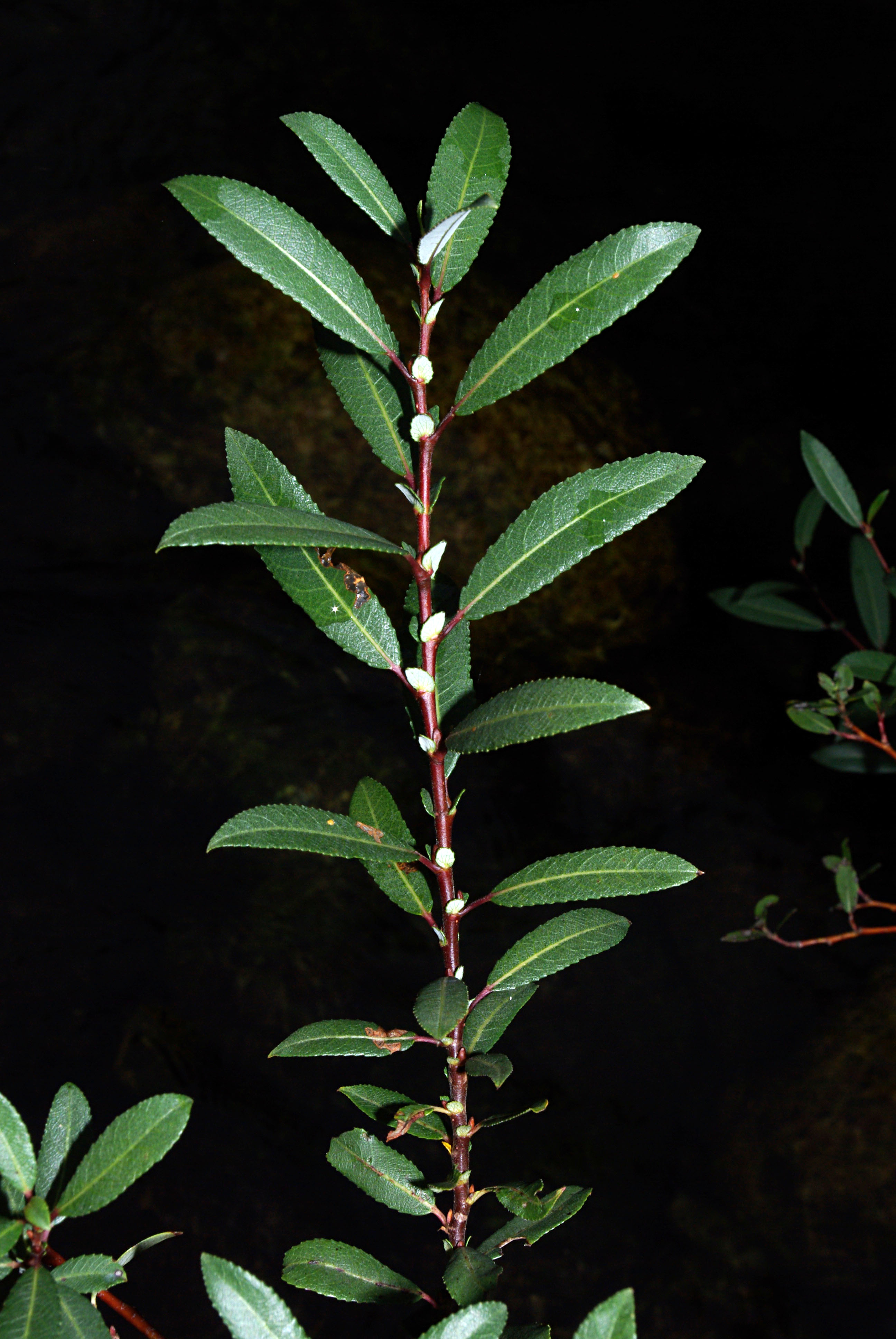
Rameau espagnol.
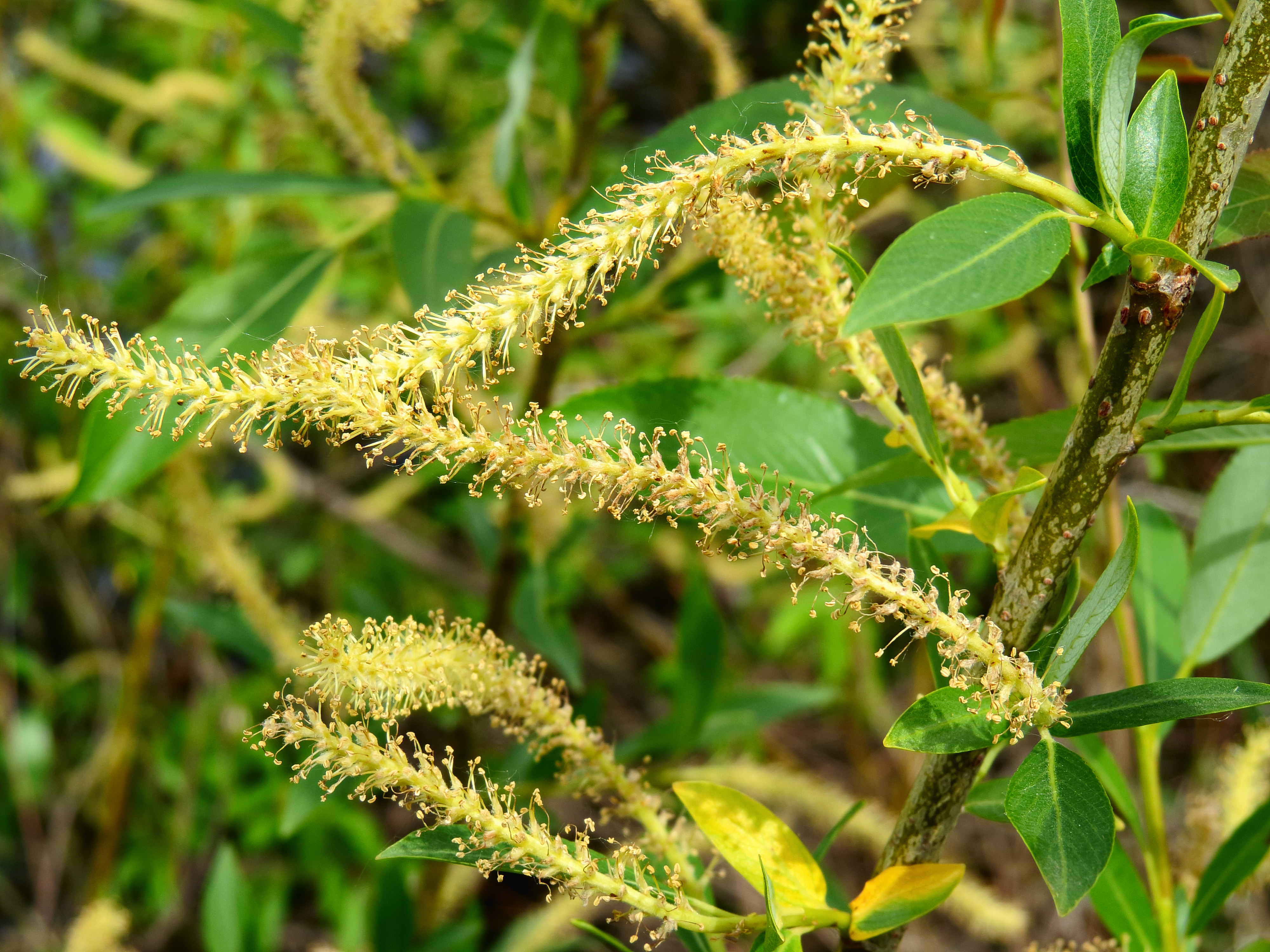
Floraison ukrainienne.
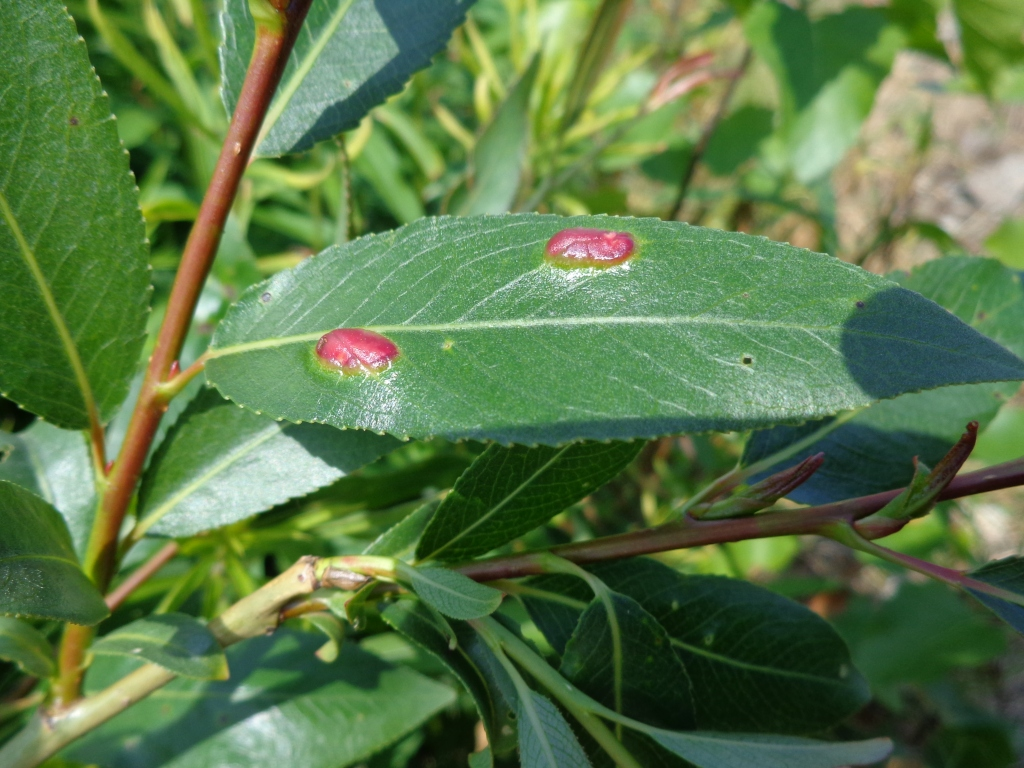
Galles dues à la tenthrède Pontania proxima.
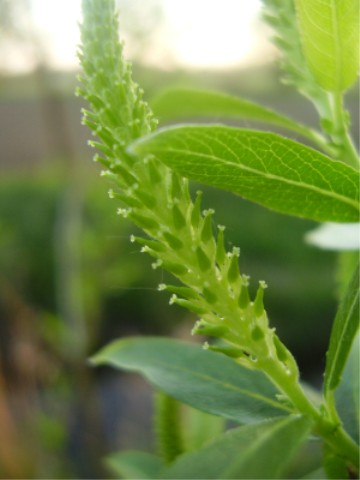
Chaton femelle.

Le Saule à trois étamines est un grand arbre à l'écorce brune et au feuillage vert foncé. Il peut atteindre 25 mètres de hauteur. Ses jeunes rameaux sont effilés, cannelés au sommet, glabres.
Les feuilles subsessiles, oblongues ou lancéolées-acuminées, sont denticulées, glabres et vertes sur les deux faces.
Son feuillage est plus persistant que celui du saule blanc (Salix alba).
Les feuilles sont longues et fines, l'écorce a tendance à peler.
Les chatons, contemporains aux feuilles, sont grêles, cylindriques, avec pédoncules et feuilles à la base. Les chatons mâles sont plus lâches, à écailles persistantes, jaunes, glabrescentes au sommet.
Ils portent trois étamines libres, à anthères jaunes, et un style court.
La capsule est glabre, courte, à pédicelle 3 à 4 fois plus long que la glande. Certaines variétés ont des feuilles glauques en dessous (S. amygdalina L.).
Son écologie se caractérise par des lieux humides, dans presque toute la France.
Répartition : Europe, Asie occidentale et boréale, Algérie.

## Utilisation
Cette espèce fait partie des espèces les plus utilisées pour la vannerie avec le saule des vanniers (Salix viminalis), l'osier pourpre (Salix purpurea) et le Saule blanc -ou commun- (Salix alba).

## Synonymie
- Basionyme : Salix amygdalina L.
  - Nestylix amygdalina (L.) Raf.
  - Salix triandra subsp. amygdalina (L.) Schübler & G.Martens

- Basionyme : Salix villarsiana Flügge ex Willd.
  - Salix amygdalina proles villarsiana (Flügge ex Willd.) Rouy
  - Salix triandra var. villarsiana (Flügge ex Willd.) P.Fourn.

- Basionyme : Salix hoffmanniana Sm.
  - Salix triandra var. hoffmanniana (Sm.) H.C.Watson

- Noms dont le basionyme est inconnu
  - Nestylix arborea Raf.
  - Salix androgyne Hoppe ex Willd.
  - Salix armena Schischk.
  - Salix auriculata Mill.
  - Salix dimorphophylla Gand.
  - Salix leptostachya Gand.
  - Salix ligustrina Host
  - Salix medwedewii Dode
  - Salix triandra subsp. concolor (W.D.J.Koch) Arcang.
  - Salix triandra var. angustifolia Ser.
  - Salix triandra Ser.
  - Salix amygdalina Fr.
  - Salix triandra subsp. concolor Rech.f.[1].

## Cultivars
Les variétés (cultivar) sont nombreuses. On peut citer :
- Salix triandra 'Long Bud' (Marron / Vert)
- Salix triandra 'Black Maul' (Noir)
- Salix triandra 'Petite Grisette' (rameaux très fins, gris noirâtre)
- Salix triandra 'Grande Grisette' (les rameaux sont brun foncé)
- Salix triandra 'Noir de Villaines' (rameaux de couleur noire)
- Salix triandra 'Noir de Touraine' (écorce sombre)
- Salix triandra 'Grisette de Touraine'
- Salix triandra 'Belge' (vert)

## Maladies et ravageurs
Les Salix triandra sont particulièrement sensibles aux cécidomyies qui produisent des galles également dues à Pontania proxima Lep.. Les autres espèces subissent plutôt des attaques de chrysomèles.
Les feuilles de Salix fragilis et de S. triandra portent des galles de Pontania quasi identiques mais dues à des insectes différents.